# Acolastus nigrifrons
Acolastus nigrifrons es un coleóptero de la familia Chrysomelidae.
Fue descrita científicamente por primera vez en 1917 por Jacobson.